# Maccabi Ironi Ramat Gan
Maillots
Le Maccabi Ironi Ramat Gan est un club de basket-ball israélien, basé à Ramat Gan. Le club joue en première division du championnat israélien

## Historique des noms
- 1928-1996 : Maccabi Ramat Gan
- 1996-2019 : Ironi Ramat Gan
- depuis 2019 : Maccabi Ironi Ramat Gan

## Histoire
En 2023, le Maccabi Ironi Ramat Gan remonte en première division.

## Palmarès
- Vice-Champion d'Israël : 1973, 1974, 2002

## Entraîneurs
- 1975-1977 :  Haim Starkman
- 1979-1980 :  Albert Hemmo
- 1980-1982 :  Gershon Dekel
- 1982-1983 :  Yehoshua Rozin
- 1984-1985 :  Muli Katzurin
- 1985-1986 :  Yehoshua Rozin
- 1990-1992 :  Pini Gershon
- 1999-2001 :  Arik Shivek
- 2001-2002 :  Erez Edelstein
- 2004-2006 :  Danny Franco
- 2015 :  Uri Kokia
- 2016-2018 :  Uri Kokia
- 2022-2023 :  Yaniv Burger
- depuis 2023 :  Shmulik Brener (en)

## Joueurs célèbres ou marquants
- Tunji Femi Awojobi
- Paul Thompson